# Joe Flaherty
Joseph "Joe" O'Flaherty (ur. 21 czerwca 1941 w Pittsburgh w stanie Pensylwania, zm. 1 kwietnia 2024 w Toronto) – amerykański aktor i komik.